# Jamaica la Jocurile Olimpice de vară din 2016
Jamaica a participat la Jocurile Olimpice de vară din 2016 de la Rio de Janeiro în perioada 5 – 21 august 2016, cu o delegație de 59 de sportivi, care a concurat în patru sporturi. Cu un total de 11 medalii, inclusiv 6 de aur, tot la atletism, Jamaica s-a aflat pe locul 15 în clasamentul final.

## Participanți
Delegația jamaicană a cuprins 57 de sportivi: 24 de bărbați și 41 de femei (rezervele la fotbal, handbal, hochei pe iarbă și scrimă nu sunt incluse). Cel mai tânăr atlet din delegația a fost alergătorul Jaheel Hyde (19 de ani), cel mai vechi a fost alergătoarea Kenia Sinclair (36 de ani).
| Sport           | Masculin | Feminin | Total |
| --------------- | -------- | ------- | ----- |
| Atletism        | 24       | 29      | 53    |
| Gimnastică      | 0        | 1       | 1     |
| Natație         | 1        | 1       | 2     |
| Sărituri în apă | 1        | 0       | 1     |
| Total           | 26       | 31      | 57    |

## Medaliați
| Medalie | Nume | Sport    | Probă                  | Dată      |
| ------- | --- | -------- | ---------------------- | --------- |
| Aur     | Elaine Thompson | Atletism | 100 m feminin          | 13 august |
| Aur     | Usain Bolt | Atletism | 100 m masculin         | 14 august |
| Aur     | Omar McLeod | Atletism | 110 m garduri masculin | 16 august |
| Aur     | Elaine Thompson | Atletism | 200 m feminin          | august 17 |
| Aur     | Usain Bolt | Atletism | 200 m masculin         | 18 august |
| Aur     | Asafa Powell Yohan Blake Nickel Ashmeade Usain Bolt Kemar Bailey-Cole* Jevaughn Minzie*                                  | Atletism | 4x100 masculin         | 19 august |
| Argint  | Christania Williams Elaine Thompson Veronica Campbell-Brown Shelly-Ann Fraser                                            | Atletism | 4x100 feminin          | 19 august |
| Argint  | Christine Day Chrisann Gordon Shericka Jackson Anneisha McLaughlin-Whilby Stephenie Ann McPherson Novlene Williams-Mills | Atletism | 4×400 m feminin        | 20 august |
| Argint  | Nathon Allen Fitzroy Dunkley Javon Francis Peter Matthews Rusheen McDonald                                               | Atletism | 4×400 m masculin       | 20 august |
| Bronz   | Shelly-Ann Fraser-Pryce                                                                                                  | Atletism | 100 m feminin          | 13 august |
| Bronz   | Shericka Jackson | Atletism | 400 m feminin          | 15 august |